# Aire d'attraction du Lorrain
L'aire d'attraction du Lorrain est un zonage d'étude défini par l'Insee pour caractériser l'influence de la commune du Lorrain sur les communes environnantes. Publiée en octobre 2020, elle se substitue à l'aire urbaine du Lorrain, qui comportait 1 communes dans le zonage de 2010.

### Carte

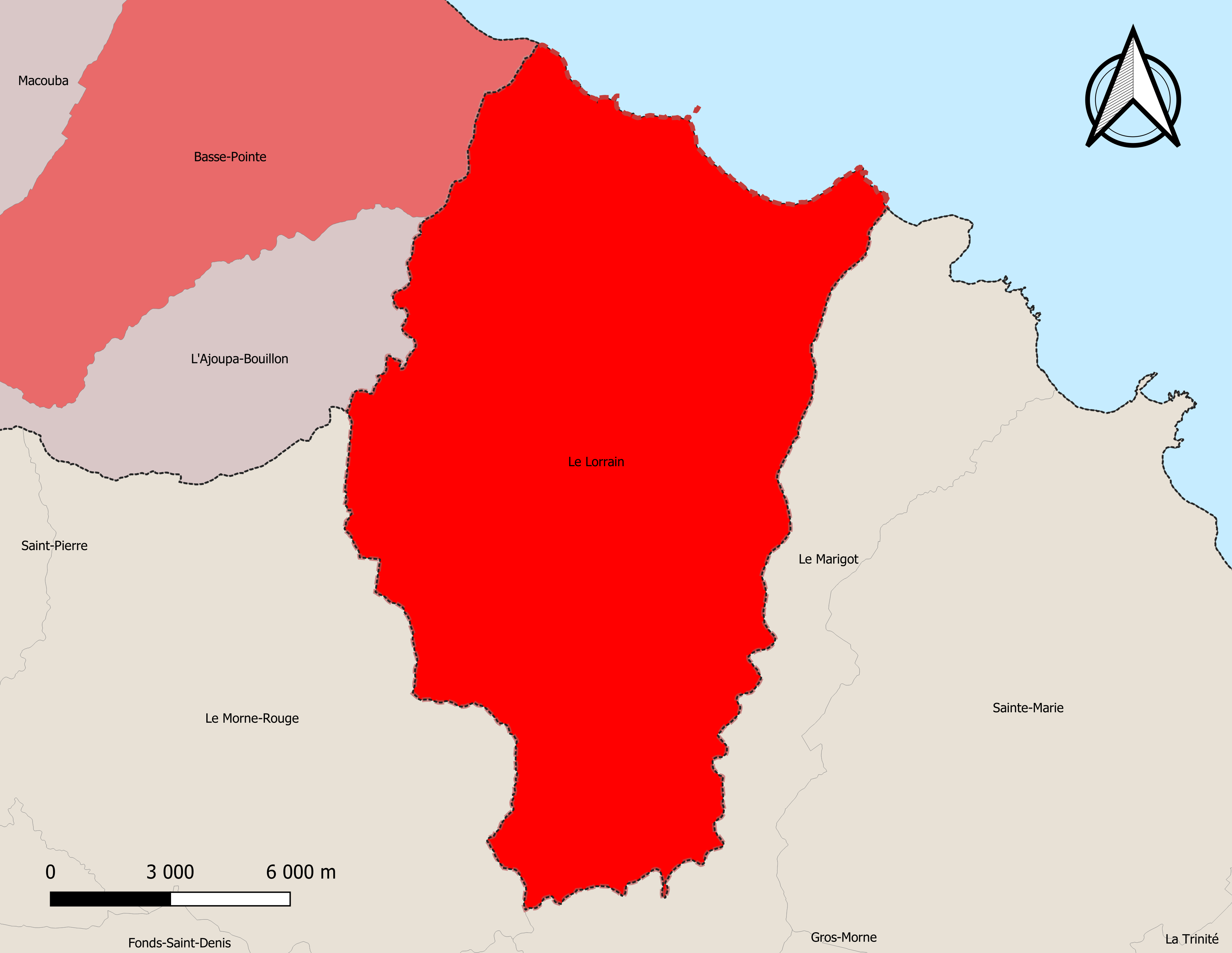
Carte de l'aire d'attraction du Lorrain.
Commune-centre

## Définition
L'aire d'attraction d'une ville est composée d'un pôle, défini à partir de critères de population et d'emploi ainsi que d'une couronne constituée des communes dont au moins 15 % des actifs travaillent dans le pôle. Le pôle d'attraction constitue ainsi un point de convergence des déplacements domicile-travail,.

## Géographie
L'aire d'attraction du Lorrain est une aire intra-départementale qui comporte 1 communes dans la Martinique. 

### Composition communale
| Nom                         | Code Insee | Département | Statut         | Superficie (km2) | Population (dernière pop. légale) | Densité (hab./km2) | Modifier                                    |
| --------------------------- | ---------- | ----------- | -------------- | ---------------- | --------------------------------- | ------------------ | ------------------------------------------- |
| Le Lorrain (commune-centre) | 97214      | Martinique  | commune-centre | 50,33            | 6 607 (2022)                      | 131                | modifier les données · modifier les données |

## Démographie
Elle est catégorisée dans les aires de moins de 50 000 habitants, une catégorie qui regroupe 12,2 % au niveau national.